# Regierungsbezirk Aurich
| Regierungsbezirk Aurich | Regierungsbezirk Aurich                            |
| ----------------------- | -------------------------------------------------- |
| Bestandszeitraum        | 1885–1978                                          |
| Zugehörigkeit           | 1885–1946 Provinz Hannover 1946–1978 Niedersachsen |
| Sitz                    | Aurich                                             |
| Fläche                  | 3131 km² (1977)                                    |
| Einwohner               | 423.700 (1977)                                     |
| Bevölkerungsdichte      | 132 Einw./km² (1977)                               |
|                         |                                                    |

Der Regierungsbezirk Aurich war ein Regierungsbezirk der preußischen Provinz Hannover und des Landes Niedersachsen. Er umfasste die Region Ostfriesland und bestand von 1885 bis 1978.

## Geschichte
Die Geschichte des Regierungsbezirks Aurich geht bis auf das Jahr 1751 zurück. Nachdem 1744 Carl Edzard, der letzte ostfriesische Fürst aus dem Hause Cirksena starb, fiel das Fürstentum Ostfriesland an König Friedrich II. von Preußen. Die Stadt Aurich war Sitz der Landesbehörden und einer Kriegs- und Domänenkammer. 1751 wurde Christoph Friedrich von Derschau als erster preußischer Regierungspräsident von Ostfriesland in Aurich eingesetzt.
1807 musste Preußen infolge des Vierten Koalitionskrieges seine Provinz Ostfriesland an das Königreich Holland abtreten. Von 1810 bis 1813 war Ostfriesland Teil des Kaiserreichs Frankreich. Nachdem die Provinz von 1813 bis 1815 wieder kurzzeitig zu Preußen gehört hatte, fiel sie nach den Abmachungen des Wiener Kongresses an das Königreich Hannover.

Ehemaliger Dienstsitz des Regierungspräsidenten in Aurich

Zur Verwaltung des neu erworbenen Gebietes wurde am 17. Juni 1817 eine Provinzialregierung mit Sitz in Aurich gebildet. 1823 wurde daraus auf Grundlage der Landdrostei-Ordnung vom 18. April 1823 die Landdrostei Aurich als Mittelbehörde des Königreichs Hannover gebildet.
Nach der Annexion des Königreichs Hannover durch Preußen im Jahre 1867 blieben die hannoverschen Verwaltungsstrukturen zunächst bestehen. 1885 wurde schließlich aus der Landdrostei Aurich der Regierungsbezirk Aurich gebildet. Vorbild waren die bereits in den anderen preußischen Provinzen 1815/1816 errichteten Regierungsbezirke. Gleichzeitig wurde die alte hannoversche Verwaltungsgliederung in Städte und Ämter durch eine Gliederung in Kreise ersetzt.
Der preußische Regierungsbezirk Aurich mit Sitz in der Stadt Aurich stellte eine Mittelbehörde der Verwaltung der Provinz Hannover dar. Er war weitgehend deckungsgleich mit dem ehemaligen Fürstentum Ostfriesland; lediglich das Gebiet der Stadt Wilhelmshaven hatte bis 1853 zum Großherzogtum Oldenburg gehört und bildete bis 1937 eine Semiexklave des Regierungsbezirks Aurich. Der Regierungsbezirk Aurich bestand bis zum 1. Februar 1978 und ging dann gemeinsam mit dem Regierungsbezirk Osnabrück und dem Verwaltungsbezirk Oldenburg im neuen Regierungsbezirk Weser-Ems auf.

## Verwaltungsgliederung
1885 wurde der Regierungsbezirk Aurich in einen Stadtkreis und sechs Landkreise gegliedert:
| 1. Kreis Aurich 2. Land- und Stadtkreis Emden 3. Kreis Leer 4. Kreis Norden 5. Kreis Weener 6. Kreis Wittmund |  | Regierungsbezirk Aurich in der Provinz Hannover |

1919 wurde die Stadt Wilhelmshaven aus dem Kreis Wittmund ausgegliedert und damit kreisfrei. 1932 wurde der Kreis Weener aufgelöst und in den Kreis Leer eingegliedert; gleichzeitig wurde der Landkreis Emden aufgelöst und in den Kreis Norden eingegliedert. 1937 wurde die kreisfreie Stadt Wilhelmshaven an das Land Oldenburg abgegeben. Seit 1939 hießen alle Kreise Landkreis.
In den Jahren 1972 und 1973 kam es zu mehreren Grenzverschiebungen zwischen den Kreisen des Regierungsbezirks Aurich. Die Gemeinde Gödens aus dem Landkreis Wittmund wurde in die Gemeinde Sande des Landkreises Friesland eingemeindet und schied damit aus dem Regierungsbezirk aus.
1977 wurde der Landkreis Norden aufgelöst und in den Landkreis Aurich eingegliedert. Gleichzeitig wurden die Gemeinden des Landkreises Wittmund mit den Gemeinden Jever, Sande, Schortens, Wangerland und Wangerooge des alten oldenburgischen Landkreises Friesland zu einem neuen Landkreis Friesland zusammengefasst, dessen Kreisstadt Wittmund wurde und der zum Regierungsbezirk Aurich gehörte.
Der Regierungsbezirk Aurich umfasste somit zuletzt die kreisfreie Stadt Emden sowie die drei Landkreise Aurich, Leer und Friesland. Nach seiner Auflösung ging der Regierungsbezirk Aurich am 1. Februar 1978 im neuen Regierungsbezirk Weser-Ems auf. Am 1. Januar 1980 wurden die alten Landkreise Wittmund und Friesland wiederhergestellt.

## Landdrosten und Regierungspräsidenten

### Regierungspräsidenten der preußischen Provinz Ostfriesland (1751–1814)
- 1751–1785: Christoph Friedrich von Derschau
- 1785–1793: Friedrich Wilhelm von Benicke
- 1793–1806: Reinhard Friedrich von Schlechtendahl

### Landdrost im Königreich Holland (1808–1810)
- 1808–1810: Godert Alexander Gerard Philip van der Capellen[4]

### Hannoversche Landdrosten (1818–1866)
- 1818–1823: Hans Burchard Otto von der Decken[5]
- 1823–1824: Christoph Friedrich Wilhelm von Vangerow[6]
- 1824–1831: Johann Caspar von der Wisch[7]
- 1831–1838: Georg Oehlrich[8]
- 1838–1840: Friedrich von Wersebe
- 1841–1857: Carl Detlev Marschalck von Bachtenbrock[9]
- 1857–1865: Georg Heinrich Bacmeister[10]
- 1865–1866: Carl Ferdinand Nieper

### Preußische Landdrosten (1866–1885)
- 1866–1867: Carl Erxleben
- 1867–1869: Karl August von Guionneau
- 1869–1872: Robert Eduard von Hagemeister
- 1872–1883: Roman Xaver von Zakrzewski
- 1883–1885: Adolf von Heppe

### Regierungspräsidenten (1885–1978)
- 1885–1887: Adolf von Heppe
- 1887–1890: Axel von Colmar
- 1890–1892: Julian von Hartmann

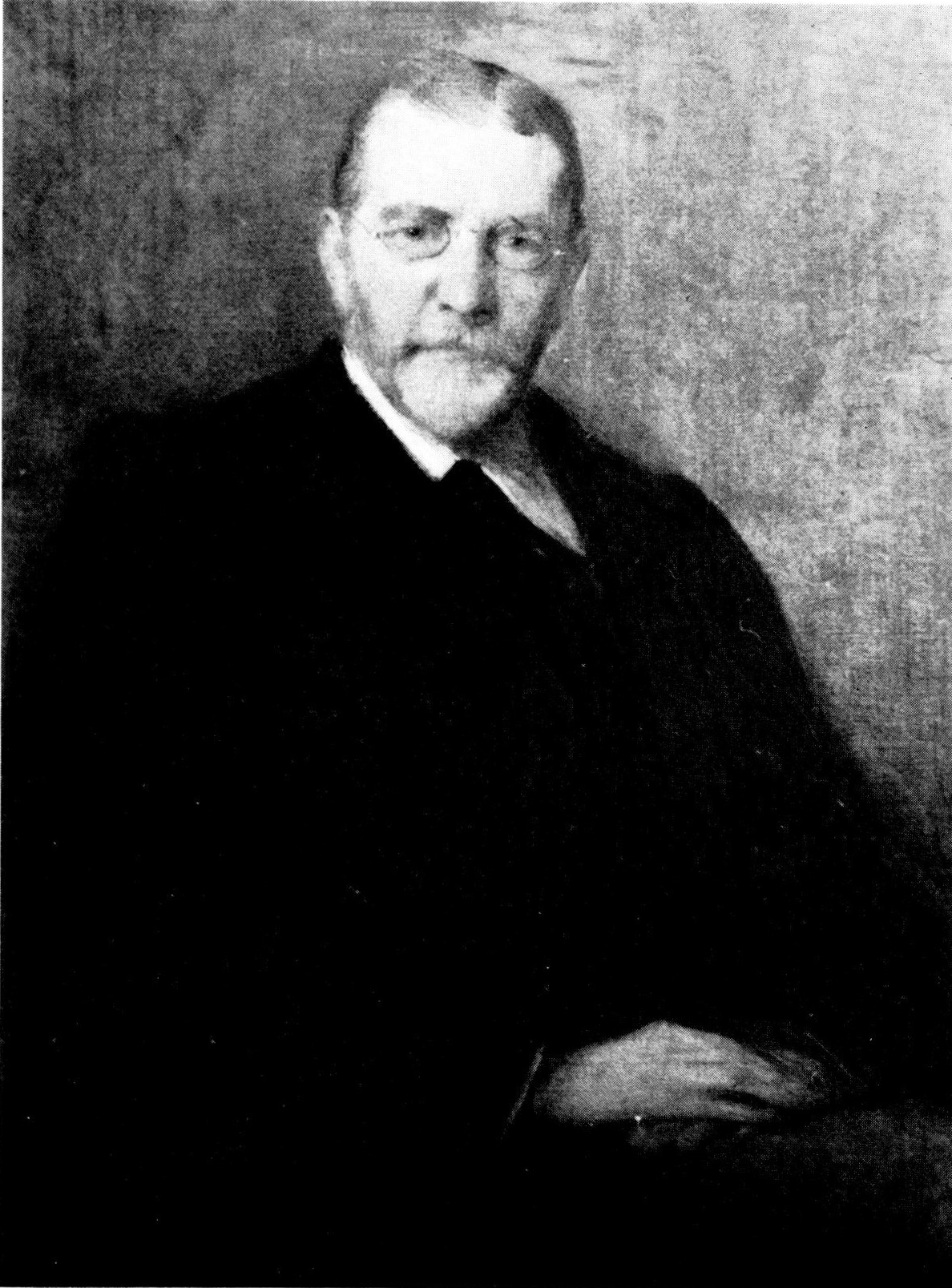
Adolf von Heppe

- 1892–1902: Ludolph Karl Adolf von Estorff
- 1902–1910: Karl Prinz von Ratibor und Corvey
- 1910–1917: Karl Mauve
- 1917–1918: Fritz von Eichmann
- 1918–1922: Theodor von Heppe
- 1922–1932: Jann Berghaus, wurde 1932 einstweilig in den Ruhestand versetzt
- 1932–1934: Gustav Bansi, vom Ministerium für Landwirtschaft, Domänen und Forsten in Berlin (kommissarisch)
- 1934–1937: Heinrich Refardt, vorher Polizeipräsident in Duisburg-Hamborn
- 1937–1942: Lothar Eickhoff, vom Reichs- und Preußischen Ministerium des Innern in Berlin
- 1942–1944: Helmut Lambert, vorher Regierungsvizepräsident in Erfurt
- 1944–1944: Gotwin Krieger (vertretungsweise)
- 1944–1945: Hans-Joachim Fischer (vertretungsweise)
- 1945–1951: Mimke Berghaus
- 1952–1956: Ludwig Hamann
- 1957–1959: Kurt Heinrichs
- 1960–1974: Hans Beutz
- 1974–1978: vakant